# Linus Giese
Linus Giese (* 1986 in Bremen) ist ein deutscher Autor, Buchblogger, Buchhändler und Aktivist.

## Leben
Giese studierte Germanistik in Bayreuth und Dresden, danach absolvierte er ein Volontariat in einem Medienunternehmen. Seit 2011 betreibt er das Buchblog Buzzaldrins Blog. Im Juni 2017 begann Giese, als Buchhändler zu arbeiten, seit November 2017 in Berlin. Noch im selben Jahr outete er sich als transgender. Giese dokumentiert seither sein Coming-out und sein Leben unter anderem via Twitter und Instagram, wo ihm mehrere tausend Menschen folgen.
Wegen zahlreicher Hassbotschaften und Drohungen nach seinem Coming-out sah Giese sich gezwungen, seine bisherige Arbeitsstelle zu kündigen, da die Adresse gegen seinen Willen im Internet verbreitet worden war. Nach ihrer Eröffnung arbeitete er für einige Zeit in der Buchhandlung She Said in Berlin-Neukölln, hat mittlerweile aber die Stelle gewechselt. Giese ist außerdem Mitgründer des PEN Berlin. Giese lebt in Berlin.

## Werk
Gieses Buchblog Buzzaldrins Blog fand schon vor seinem Coming-out in der Tagesschau und Radiobeiträgen Erwähnung. Er rezensiert dort vor allem anspruchsvolle zeitgenössische Literatur und ist auf verschiedenen Buchmessen präsent.
Daneben verfasste Giese mehrere Artikel für überregionale Zeitungen, in denen er sich mit Transrechten, Geschlechterrollen und Transfeindlichkeit auseinandersetzt. Er war als Experte mehrfach zu Gast in Podcasts oder Talkshows, u. a. beim WDR mit Georgine Kellermann oder bei Deutschlandfunk Nova.
Im August 2020 erschien sein autobiographischer Roman Ich bin Linus im Rowohlt Verlag, in dem er von seinem Leben als trans Mann erzählt.
2024 hat Giese gemeinsam mit Schriftstellerin Miku Sophie Kühmel die Anthologie Brüste herausgegeben. Neben Beiträge von u. a. Antje Rávik Strubel, Daniela Dröscher und Angela Lehner, setzt er sich auch persönlich mit seiner Geschichte auseinander.

## Bücher
- Ich bin Linus, Rowohlt Verlag, 2020, ISBN 978-3-499-00312-7.
- Lieber Jonas oder Der Wunsch nach Selbstbestimmung, Kjona Verlag, 2023, ISBN 978-3-910372-07-8.